# Biwa (instrument muzyczny)

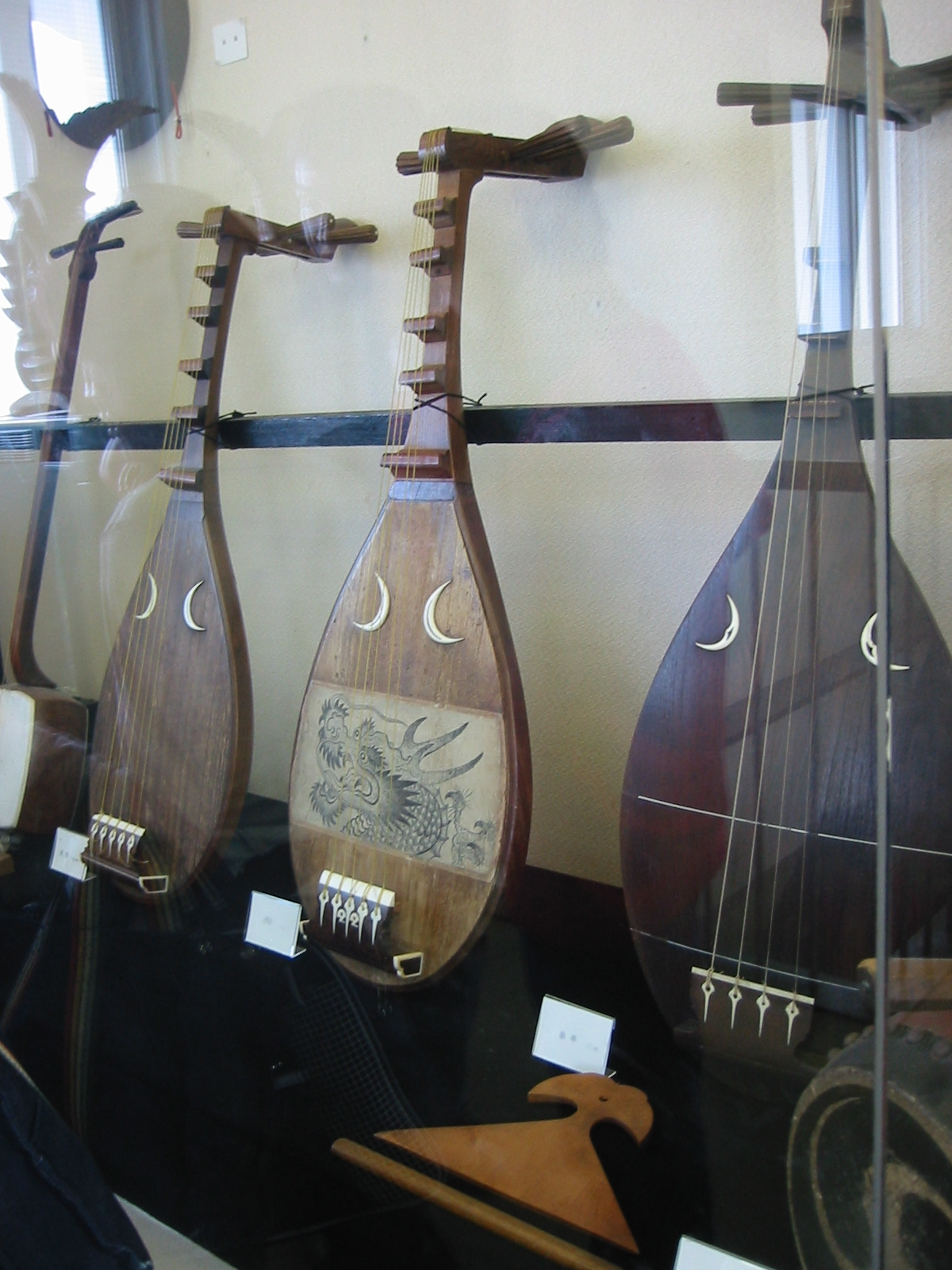
Biwa

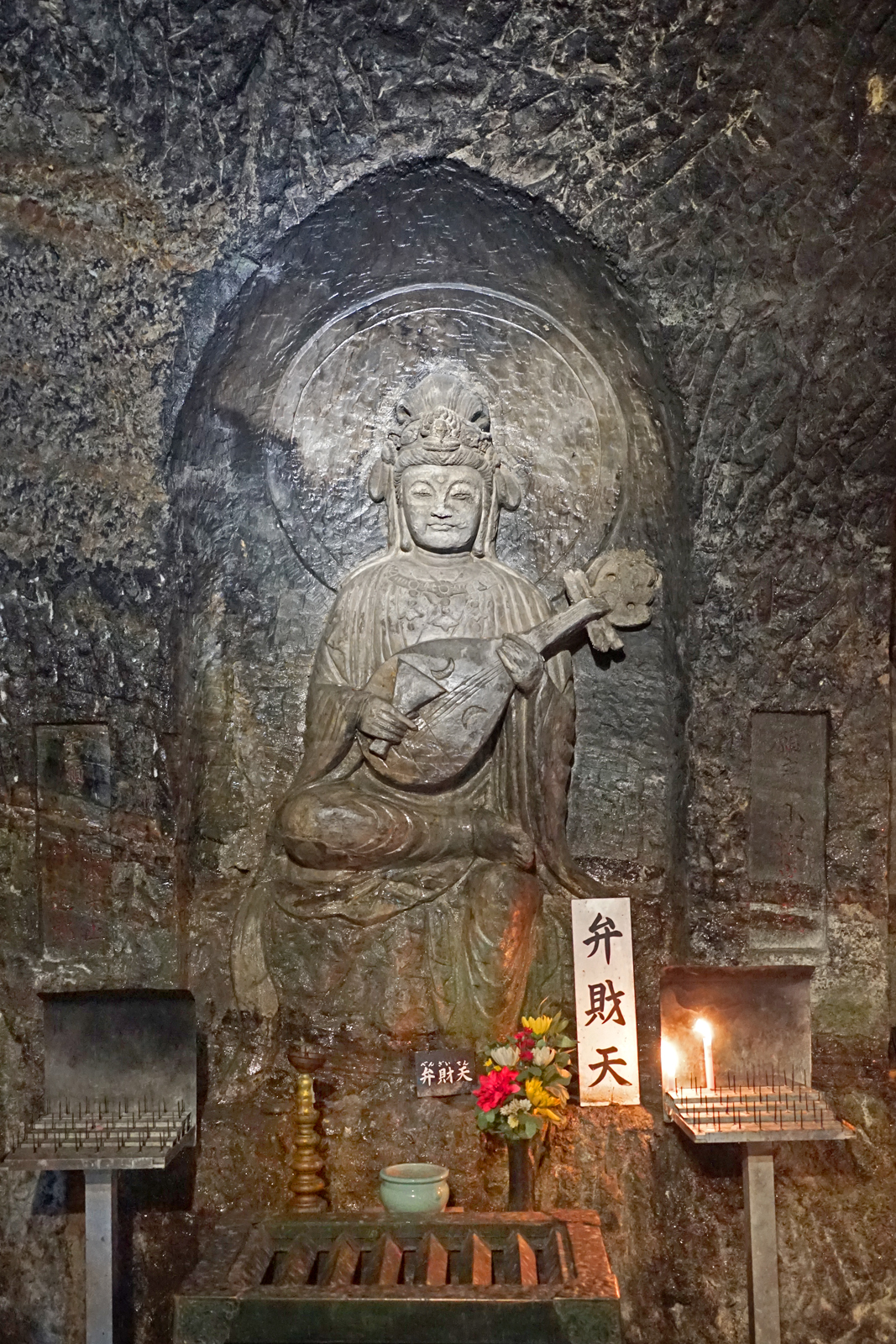
Benzaiten z lutnią, Hase-dera, Kamakura

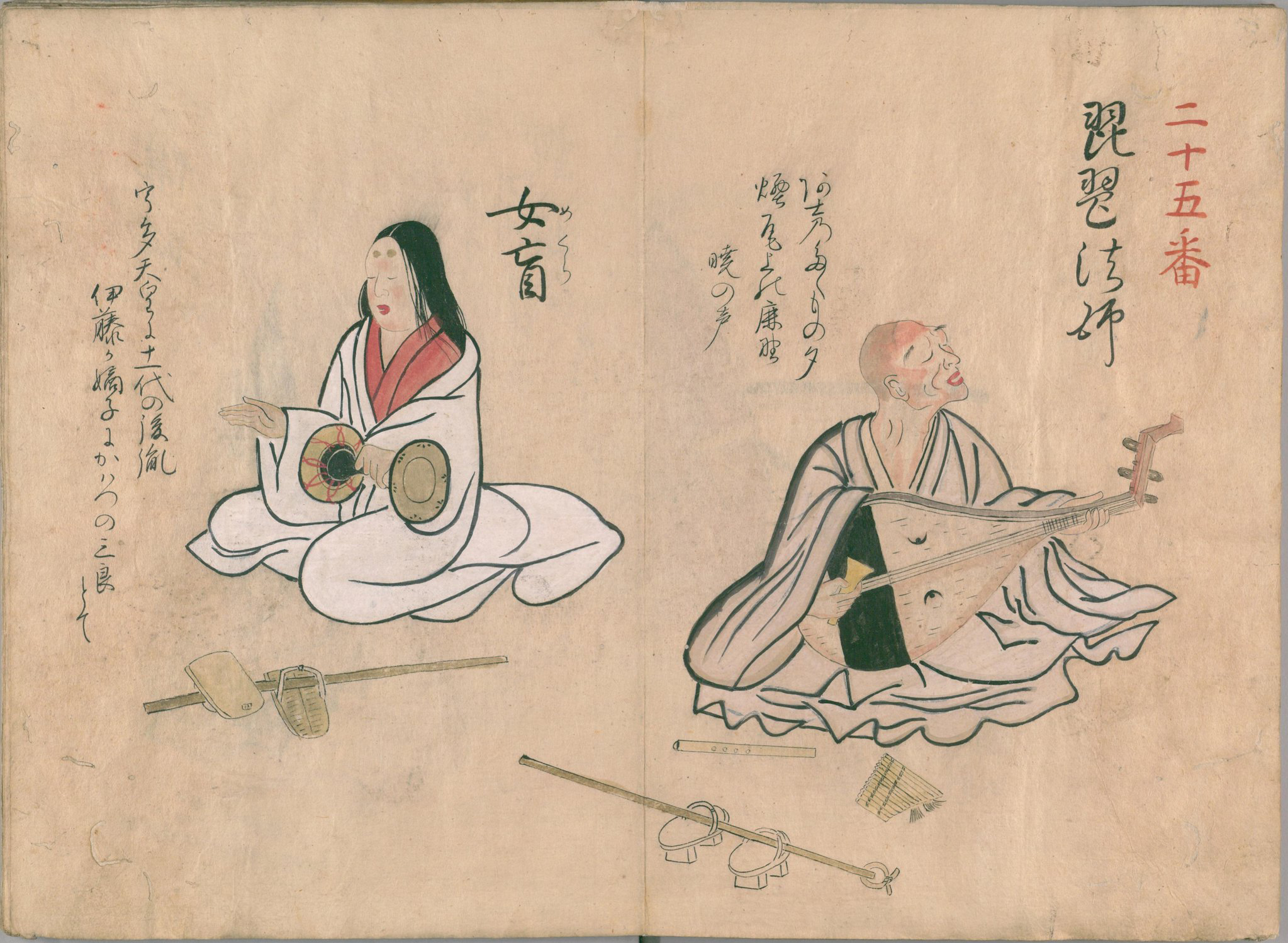
Biwa-hōshi

Biwa (jap. 琵琶) – japoński, cztero- lub pięciostrunowy instrument muzyczny, rodzaj lutni o płaskiej tylnej ściance pudła rezonansowego. 

## Wstęp
Instrument ten dotarł do Japonii z Chin wraz z buddyzmem w VII wieku, dokąd z kolei przybył, m.in. Szlakiem Jedwabnym z Persji i Indii. Przyjmuje się, że biwa jest japońską następczynią arabskiej lutni ud, perskiej barbat i chińskiej pipa. Istnieje kilka rodzajów biwa, z których każdy wyróżnia się dźwiękiem i użyciem. 
Płaskie pudło rezonansowe tej lutni jest w kształcie gruszki. Gra się na niej poprzez szarpanie drewnianym plektronem (bachi) czterech lub pięciu strun wykonanych ze skręconego jedwabiu, rozciągniętych na czterech lub więcej progach umieszczonych na szyjce. Biwa jest używana do akompaniamentu pieśni klasycznych, eposów historycznych i recytacji buddyjskich sutr. Obok koto i shamisenu najpopularniejszy instrument strunowy w Japonii.

## Historia
Biwa po raz pierwszy dotarła do Japonii w VII i VIII wieku jako jeden z instrumentów zespołu muzyki dworskiej gagaku w czysto instrumentalnej roli, którą można słyszeć również dziś. Od około X wieku poczęła także służyć jako dodatek do śpiewu. W okresie Heian (794–1185) instrumentem tym posługiwali się nie tylko profesjonalni muzycy dworscy, ale także dworzanie i arystokraci. Obok m.in. kaligrafii, sztuki epistolograficznej, układania poezji, wykwintnej konwersacji, muzyka była jednym z elementów wyrafinowanej kultury dworskiej i odczuwania mono-no-aware, „patosu rzeczy”, „wrażliwości na piękno”. Słynna powieść-kronika tego okresu, Genji monogatari, wspomina o muzyce – w tym wykonywanej przy pomocy biwa – prawie w każdym rozdziale.
Kapłani buddyjscy uważali biwy za idealny dodatek do rytualnego intonowania sutr. Z kolei grupa niewidomych mnichów (mōsō, biwa-hōshi) wiejskich na Kiusiu przyjęła ten instrument do stosowania w swoich rytuałach egzorcyzmów, a kapłani wysokiej rangi w stołecznym Kioto używali biwa w rytuale wiążącym się z grą na lutni wina indyjskiej bogini wiedzy, muzyki i sztuki, Saraswati (jap. Benzaiten).
Biwa rozkwitła w pierwszej połowie okresu Kamakura (1185–1333). Wędrowni mnisi, balladyści śpiewali o czynach pełnych chwały i tragediach wojowników, którzy walczyli w wojnie Gempei pod koniec XII wieku. Ich narracje przekształciły się w epos rycerski gatunku gunki-monogatari, pt.: Heike monogatari, a ich styl gry jest nadal obecny jako heike-biwa. Taka też jest nazwa samego instrumentu.
Biwa pozostawała popularna jako akompaniament narracji (katarimono-ongaku czyli „muzyka mówiona” lub „muzyka narracyjna”, praktyka polegająca na towarzyszeniu ustnemu opowiadaniu muzyką biwa) i pieśni przez cały okres Edo (1600–1868). Doprowadziło to do rozwoju wielu stylów muzycznych, a także zmian w kształcie i budowie instrumentu, takich jak: nishiki-biwa, satsuma-biwa i chikuzen-biwa. W wyniku otwarcia Japonii na świat i modernizacji w stylu zachodnim w okresie Meiji (1868–1912) biwa została zaniedbana. Dopiero po II wojnie światowej, dzięki muzykom dążącym do zachowania tradycyjnej japońskiej muzyki, wykorzystanie tego instrumentu znacznie się ożywiło.
Jednym z głównych innowatorów biwa w XX wieku była Kinshi Tsuruta (1911–1995). Zmieniła ona w nishiki-biwa – która jest pięciostrunową wersją satsuma-biwa, wywodzącą się z kolei z wcześniejszego mōsō-biwa – kształt progów, aby umożliwić lepszą kontrolę tonu, a tym samym większą precyzję gry na innych instrumentach. Tsuruta była również znana z oszałamiających wykonań współczesnych dzieł. Przykładem jest premiera przełomowego utworu Tōru Takemitsu (1930–1996) na orkiestrę, shakuhachi i biwa pt.: „November Steps” w 1964 roku z Katsuya Yokoyamą (1934–2010).

## Typy instrumentu

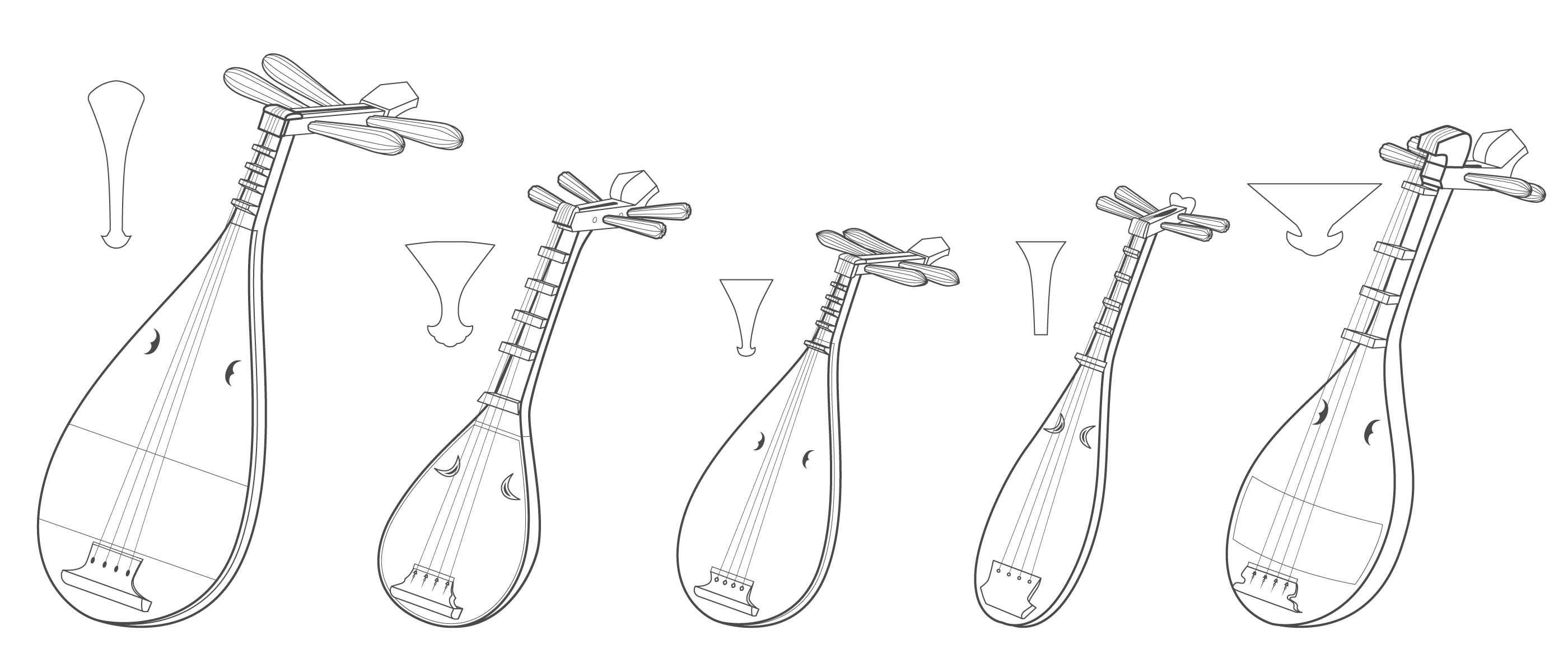
gaku-biwa, chikuzen-biwa, heike-biwa, mōsō-biwa, satsuma-biwa